# Oli Les Garrigues

Logotip DOP Les Garrigues

L'oli d'oliva de les Garrigues es produeix a partir d'olives de la varietat arbequina, la qual fou introduïda pel duc de Medinaceli, senyor d'Arbeca, que la portà de Palestina el segle xviii.
La promesa d'un ral de brilló per cada olivera plantada n'impulsà el cultiu arreu de la comarca. Aquesta varietat és considerada una de les millors del món, tant per la producció i la seva regularitat com per la qualitat de l'oli.

## Producció
Amb el temps els sistemes d'extracció han anat evolucionant. Antigament s'utilitzaven els mitjans tradicionals amb premses i actualment es fan servir els sistemes continus. El procés d'extracció de l'oli s'inicia amb la preparació de la pasta.
En primer lloc, durant la molta, es trenquen els teixits vegetals de l'oliva i s'extreuen les primeres gotes d'oli. Després, amb la batuda, les gotes es lliguen entre si per donar pas a la pasta. A continuació se separa la part líquida de la sòlida. El sistema tradicional fa un premsat i posteriorment una decantació (se separa l'oli dels líquids segons la densitat).
En els sistemes més moderns primerament es fa una centrifugació per separar líquids i sòlids i després s'aplica una decantació accelerada per una força centrífuga.

## Denominació d'origen
La qualitat de l'oli d'oliva verge extra, que es produeix sota la Denominació d'Origen Protegida "Oli Les Garrigues", és extraordinària per les característiques organolèptiques i la baixa acidesa, a més de les virtuts gastronòmiques, que fan que sigui el millor oli per al consum en cru i també per als fregits i guisats.

## Propietats
Les propietats de l'oliva arbequina són moltes; el seu consum habitual es pot relacionar amb la prevenció de les afeccions cardíaques i del colesterol. A més, té un alt contingut de vitamines A, D, E, F i K, així com una gran capacitat per ajudar a la digestió.

## La ruta
La ruta de l'oli permet visitar qualsevol de les cooperatives i molins de la comarca. A més de viure-hi de prop el procés d'extracció de l'oli, tant si és de la manera tradicional com en modernes instal·lacions, hi podreu degustar el millor oli del món i recórrer alguns dels museus i indrets més representatius de les Garrigues.